# Phillip Kinono
Phillip Kinono (* 10. Dezember 1997 in Majuro) ist ein Schwimmer von den Marshallinseln.

## Biografie
Phillip Kinono nahm an den Schwimmweltmeisterschaften 2017 und 2019 teil. 2021 belegte er bei den Olympischen Sommerspielen 2020 in Tokio im Wettkampf über 50 m Freistil den 70. Rang. Während der Eröffnungsfeier war er gemeinsam mit seiner Schwimmerkollegen Colleen Furgeson der Fahnenträger seiner Nation.